# There Is Nothing Left to Lose
There Is Nothing Left to Lose je třetí studiové album skupiny Foo Fighters, bylo vydané v roce 1999. Poprvé si na tomto albu zahrál i bubeník Taylor Hawkins. V roce 2006 řekl Dave Grohl v jednom interview, že album je „zcela založeno na melodiích” a „je [jeho] nejoblíbenějším albem, na kterém se kdy podílel”.

## Seznam skladeb
Autorem všech písní je Dave Grohl, Nate Mendel, and Taylor Hawkins.
| Pořadí | Název             | Délka |
| ------ | ----------------- | ----- |
| 1.     | Stacked Actors    | 4:17  |
| 2.     | Breakout          | 3:21  |
| 3.     | Learn to Fly      | 3:58  |
| 4.     | Gimme Stitches    | 3:42  |
| 5.     | Generator         | 3:48  |
| 6.     | Aurora            | 5:50  |
| 7.     | Live-In Skin      | 3:53  |
| 8.     | Next Year         | 4:37  |
| 9.     | Headwires         | 4:38  |
| 10.    | Ain't It the Life | 4:17  |
| 11.    | M.I.A.            | 4:03  |

## Nástrojové obsazení
Dave Grohl – zpěv, kytara, bicí 

Nate Mendel – baskytara 

Taylor Hawkins – bicí